# 境村 (三重県)
境村（さかいむら）は三重県一志郡にあった村。現在の津市白山町の南西端、雲出川の左岸、名松線・家城駅の西方一帯にあたる。

## 地理
- 河川：藤川

## 歴史
- 1889年（明治22年）4月1日 - 町村制の施行により、一志郡城立村・小杉村・大原村・福田山村の区域をもって発足。
- 1940年（昭和15年）11月3日 - 家城村に編入。同日境村廃止。家城村は即日町制施行して家城町となる。